# Пристрій підрулювання

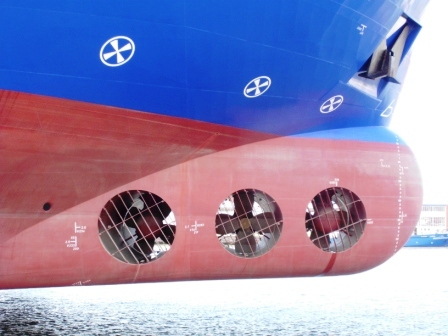
Корабель, оснащений тунельними гвинтами підрулювання, позначеними символами гвинта в кружку над ватерлінією

Пристрій підрулювання (носовий або кормовий) — це поперечний рушійний пристрій, вбудований або встановлений на носовій або кормовій частині корабля або човна, щоб зробити його більш маневреним. Носові підрулюючі пристрої полегшують стикування, оскільки дозволяють капітану повернути судно на лівий або правий борт, не використовуючи основний рушійний механізм, який вимагає деякого руху вперед для повороту. Кормовий пристрій підрулювання такого ж принципу, встановлений на кормі.
Великі судна зазвичай мають один або кілька тунельних рушіїв, вбудованих у носову частину, нижче ватерлінії. Крильчатка в тунелі може створювати тягу в будь-якому напрямку, що змушує корабель повертатися. Більшість тунельних рушіїв приводяться в рух електричними двигунами, але деякі з гідравлічним приводом. Ці носові пристрої підрулювання, також відомі як тунельні, можуть дозволити кораблю пришвартуватися без допомоги буксирів, заощаджуючи витрати на таке обслуговування.